# New England Patriots 2020
La stagione 2020 dei New England Patriots è stata la 51ª della franchigia nella National Football League, la 61ª complessiva e la 21ª con Bill Belichick come capo-allenatore. Fu la prima stagione dal 1999 senza il quarterback Tom Brady, avendo firmato con i Tampa Bay Buccaneers. La squadra firmò il veterano ex quarterbackdei Carolina Panthers e MVP della stagione 2015 Cam Newton il 29 giugno, nominandolo quarterback titolare il 3 settembre.
La squadra tentava di vincere il 12º titolo di division consecutivo e il primo dal 1997 senza Brady. Tuttavia vinse solo 7 partite, interrompendo una striscia di 19 stagioni consecutive con un record positivo, a una del record di venti dei Dallas Cowboys. Fu la prima stagione con un record negativo dal 2000 e solo la terza volta da quell'anno che la squadra mancò i playoff.

## Scelte nel Draft 2020
| Scelte dei Patriots nel Draft 2020 |        |                   |       |               |
| Giro                               | Scelta | Giocatore         | Ruolo | College       |
| 2                                  | 37     | Kyle Dugger       | S     | Lenoir-Rhyne  |
| 2                                  | 60     | Josh Uche         | OLB   | Michigan      |
| 3                                  | 87     | Anfernee Jennings | OLB   | Alabama       |
| 3                                  | 91     | Devin Asiasi      | TE    | UCLA          |
| 3                                  | 101    | Dalton Keene      | TE    | Virginia Tech |
| 5                                  | 159    | Justin Rohrwasser | K     | Marshall      |
| 6                                  | 182    | Michael Onwenu    | G     | Michigan      |
| 6                                  | 195    | Justin Herron     | OT    | Wake Forest   |
| 6                                  | 204    | Cassh Maluia      | MLB   | Wyoming       |
| 7                                  | 230    | Dustin Woodard    | C     | Memphis       |

## Staff
| Staff dei New England Patriots nel 2020 |
| --- |
| Organi dirigenziali - Chairman/CEO – Robert Kraft - Presidente – Jonathan Kraft - Direttore del personale dei giocatori – Nick Caserio - Assistente dir. personale giocatori - Dave Ziegler - Direttore degli osservatori del college – Vacante - Assistente dir. osservatori del college – Brian Smith - Direttore del personale professionistico – Vacante - Direttore amministrazione osservatori – Nancy Meier - Direttore ricerche del football – Ernie Adams - Director of Football/Head Coach Administration – Berj Najarian Capo allenatore - Bill Belichick Altri allenatori - Preparatore atletico – Moses Cabrera - Assistente p.a. – Deron Mayo Allenatori dell'attacco - Coordinatore offensivo – Josh McDaniels - Quarterback – Jedd Fisch - Running Back – Ivan Fears - Running Back/Kick Returner – Troy Brown - Wide Receiver – Mick Lombardi - Tight End/Fullback – Nick Caley - Offensive Line – Carmen Bricillo - Offensive Line – Cole Popovich - Assistente attacco – Tyler Hughes Allenatori della difesa - Defensive Line – DeMarcus Covington - Outside Linebacker – Steve Belichick - Inside Linebacker – Jerod Mayo - Cornerback – Mike Pellegrino - Safety – Brian Belichick - Assistente difesa – Vinnie Sunseri Allenatori dello special team - Coordinatore special team – Cameron Achord - Assistente special team – Joe Houston |

## Roster
| Roster dei New England Patriots nel 2020 |
| --- |
| Quarterback - 2 Brian Hoyer - 1 Cam Newton - 4 Jarrett Stidham Running Back - 34 Rex Burkhead - 37 Damien Harris - 47 Jakob Johnson FB - 26 Sony Michel - 28 James White Wide Receiver - 10 Damiere Byrd - 11 Julian Edelman - 15 N'Keal Harry - 16 Jakobi Meyers - 80 Gunner Olszewski - 18 Matthew Slater Tight End - 53 Devin Asiasi - 85 Ryan Izzo - 54 Dalton Keene Offensive Linemen - 60 David Andrews C - 63 Yodny Cajuste T - 74 Korey Cunningham T - 72 Jermaine Eluemunor G - 64 Hjalte Froholdt G - 59 Justin Herron T - 69 Shaq Mason G - 58 Michael Onwenu G - 62 Joe Thuney G - 76 Isaiah Wynn T Defensive Linemen - 94 Beau Allen DT - 70 Adam Butler DT - 99 Byron Cowart DT - 93 Lawrence Guy DT - 95 Derek Rivers DE - 55 John Simon DE - 50 Chase Winovich DE - 91 Deatrich Wise Jr. DE Linebacker - 51 Ja'Whaun Bentley MLB - 90 Shilique Calhoun OLB - 52 Brandon Copeland OLB - 74 Anfernee Jennings OLB - 71 Josh Uche OLB Defensive Back - 29 Justin Bethel CB - 25 Terrence Brooks SS - 22 Cody Davis FS - 50 Kyle Dugger SS - 24 Stephon Gilmore CB - 27 J.C. Jackson CB - 31 Jonathan Jones CB - 32 Devin McCourty FS - 30 Jason McCourty CB - 21 Adrian Phillips SS - 33 Joejuan Williams CB Special Team - 7 Jake Bailey P - 49 Joe Cardona LS Lista delle riserve - 19 Quincy Adeboyejo WR (IR) - 76 Michael Barnett DT (IR) - 38 Brandon Bolden RB (Opt-out) - 61 Marcus Cannon T (Opt-out) - 23 Patrick Chung SS (Opt-out) - 54 Dont'a Hightower MLB (Opt-out) - 36 Brandon King OLB (PUP) - 83 Matt LaCosse TE (Opt-out) - 13 Marqise Lee WR (Opt-out) - 68 Najee Toran G (Opt-out) - 45 Danny Vitale FB (Opt-out) Squadra di allenamento - 62 Rashod Berry TE/DE - 96 Tashawn Bower DE - 63 Myles Bryant CB - 64 Jake Burt TE - 6 Nick Folk K - 59 Terez Hall LB - 60 Cassh Maluia MLB - 69 Bill Murray DT - 48 Paul Quessenberry FB - 55 Justin Rohrwasser K - 39 D’Angelo Ross CB - 17 Devin Ross WR - 72 J.J. Taylor RB - 92 Nick Thurman DT - 98 Xavier Williams DT - 77 Isaiah Zuber WR 53 attivi, 11 inattivi, 16 nella squadra di allenamento |
| Legenda - I rookie sono in corsivo. - Il primo ruolo è il principale mentre gli eventuali successivi indicano i ruoli secondari. - (IR) sta per Injured Reserve ed indica la lista ristretta per un solo giocatore infortunato che può tornare ad allenarsi dopo la settimana 6 e a rientrare in prima squadra dopo che questa ha giocato 8 partite. - (NF-Inj.) / (NF-Ill.) stanno rispettivamente per Non-Football Injured e Non-Football Illness ed indicano le liste dove viene inserito un giocatore che ha un infortunio o una malattia non dipendente dal football americano. - (PUP) sta per Physically Unable to Perform ed indica la lista dove viene inserito un giocatore mentre è in attesa di recuperare la condizione fisica. Nella stagione regolare dopo la sesta partita giocata dalla propria squadra, il giocatore ha tempo tre settimane per riprendere ad allenarsi, più tre settimane aggiuntive dal suo rientro agli allenamenti per rientrare in prima squadra. |

## Calendario

### Pre-stagione
Il calendario della fase pre-stagionale è stato annunciato il 7 maggio 2020. Tuttavia, il 27 luglio 2020, il commissioner della NFL Roger Goodell ha annunciato la cancellazione totale della prestagione, a causa della pandemia di Covid-19.

### Stagione regolare
| Stagione regolare |                    |                         |                    |                    |                    |                    |
| Turno             | Data               | Avversario              | Risultato          | Record             | Stadio             | Sintesi            |
| 1                 | 13 settembre       | Miami Dolphins          | V 21–11            | 1–0                | Gillette Stadium   | Recap              |
| 2                 | 20 settembre       | at Seattle Seahawks     | S 30–35            | 1–1                | CenturyLink Field  | Recap              |
| 3                 | 27 settembre       | Las Vegas Raiders       | V 36–20            | 2–1                | Gillette Stadium   | Recap              |
| 4                 | 5 ottobre          | at Kansas City Chiefs   | S 10–26            | 2–2                | Arrowhead Stadium  | Recap              |
| 5                 | Settimana di pausa | Settimana di pausa      | Settimana di pausa | Settimana di pausa | Settimana di pausa | Settimana di pausa |
| 6                 | 18 ottobre         | Denver Broncos          | S 12–18            | 2–3                | Gillette Stadium   | Recap              |
| 7                 | 25 ottobre         | San Francisco 49ers     | S 6–33             | 2–4                | Gillette Stadium   | Recap              |
| 8                 | 1 novembre         | at Buffalo Bills        | S 21–24            | 2–5                | Bills Stadium      | Recap              |
| 9                 | 9 novembre         | at New York Jets        | V 30–27            | 3–5                | MetLife Stadium    | Recap              |
| 10                | 15 novembre        | Baltimore Ravens        | V 23–17            | 4–5                | Gillette Stadium   | Recap              |
| 11                | 22 novembre        | at Houston Texans       | S 20–27            | 4–6                | NRG Stadium        | Recap              |
| 12                | 29 novembre        | Arizona Cardinals       | V 20–17            | 5–6                | Gillette Stadium   | Recap              |
| 13                | 6 dicembre         | at Los Angeles Chargers | V 45–0             | 6–6                | SoFi Stadium       | Recap              |
| 14                | 10 dicembre        | at Los Angeles Rams     | S 3–24             | 6–7                | SoFi Stadium       | Recap              |
| 15                | 20 dicembre        | at Miami Dolphins       | S 12–22            | 6–8                | Hard Rock Stadium  | Recap              |
| 16                | 28 dicembre        | Buffalo Bills           | S 9–38             | 6–9                | Gillette Stadium   | Recap              |
| 17                | 3 gennaio          | New York Jets           | V 28–14            | 7–9                | Gillette Stadium   | Recap              |

Note: gli avversari della propria division sono in grassetto.

## Premi

### Premi settimanali e mensili
- Nick Folk:

giocatore degli special team della AFC della settimana 9
giocatore degli special team della AFC della settimana 12
- Gunner Olszewski:

giocatore degli special team della AFC della settimana 13